# 제6회 DMZ국제다큐영화제
제6회 DMZ국제다큐영화제는 2014년 9월 17일에 열린 시상식이다.

## 수상 및 후보

### 국제경쟁 - 흰기러기상
- 9월의 새들 - 사라 프란시스 수상

### 국제경쟁 - 심사위원 특별상
- 아들의 시간 - 원태웅 수상

### 한국경쟁 - 최우수한국다큐멘터리상
- 의자가 되는 법 - 손경화 수상

### 한국경쟁 - 심사위원 특별상
- 밀양 아리랑 - 박배일 수상

### 청소년 경쟁 - 최우수상
- 레몬에이드 판매기 - 한상진 외 2명 수상

### 청소년 경쟁 - 우수상
- 굿바이 10대 - 조우성 수상

### 특별상 - 관객상
- 님아, 그 강을 건너지 마오 - 진모영 수상

### 국제경쟁
- 그리고 우리에겐 오늘이 없다 - 제바스티안 브라메스후버
- 어렴풋이 섬광이 - 짐머프라이
- 9월의 새들 - 사라 프란시스
- 커피 - 아투에이 비베로스 라비에야
- 막시밀리언 하슬베르거 - 막시밀리언 하슬베르거
- 카포의 여정 - 마차즈 이바니신
- 모차르트비크 - 크리스토퍼 로스
- 아웃 오브 포커스 - 주성저
- 아들의 시간 - 원태웅
- 수감자들 - 토마스 하이제
- 물결 - 아메드 누르
- 도시들의 속삭임 - 카심 아비드

### 한국경쟁
- 물속의 도시 - 김응수
- 의자가 되는 법 - 손경화
- 김 알렉스의 식당 : 안산-타슈켄트 - 김소영
- 밀양 아리랑 - 박배일
- 님아, 그 강을 건너지 마오 - 진모영
- 뜻밖의 수업 - 민환기
- 쿼바디스 - 김재환
- Masarap Na Kanta - 조인한
- Fog and Smoke - 차재민

### 청소년경쟁
- 세손가락 페스티발 - 방준극 외 2명
- 4월 16일 그리고... - 김세중
- 굿바이 10대 - 조우성
- 레몬에이드 판매기 - 한상진 외 1명
- 나의 햇님 - 김은비
- 19금 사회 - 임하은

### 글로벌 비전
- 1971 - 조아나 해밀튼
- 여배우 - 로버트 그린
- 아나의 여정 - 파멜라 바렐라
- 브라지몬 호수 - 리카르도 팔라디노
- 속임수 - 도미니크 가뇽
- 흐루시초프, 미국을 정복하다 - 팀 트와즈
- 마다가스카르의 삶 - 난테나이나 로바
- 마나카마나 - 파코 벨레즈 외 1명
- 신비로운 군중 - 카림 B. 하룬
- 밤이 걷히면 - 안드레 싱어
- 포인트 앤 슛 - 마샬 커리
- 스쿠너 크레올라호 항해일지 - 안드레 발렌팀 알메이다
- 스트립라이프 - 안드레아 잠벨리 외 4명
- 시간은 으르렁대는 사자처럼 - 필립 하트만 외 1명
- 아틀란티스 - 벤 러셀
- 논란들 - 라이언 멕케나
- 호송 - 귀도 헨드릭스
- 깜빡했어! - 에두아르도 윌리엄스

### 아시아의 시선
- 아낙 아라우 - 김 럼베라
- 유년의 끝 - 아리아니 잘랄
- 이삭줍는 사람들 - 예 주이
- 분노의 대지 - 하피즈 란차잘리
- 폭풍의 아이들, 1권 - 라브 디아스
- 워 이즈 어 텐더 띵 - 아자니 아룸팍
- 순종자들 - 아료 다누시리

### 한국쇼케이스
- 철의 꿈 - 박경근
- 퍼스트 댄스 - 정소희
- 반짝이는 박수 소리 - 이길보라
- 유예기간 - 김경묵 외 1명
- 악사들 - 김지곤
- 서둘러 천천히 - 현영애
- 니가 필요해 - 김수목
- 전봇대, 당신 - 이진우
- 어느 사진가의 기억 - 이창민
- 잡식가족의 딜레마 - 황윤
- 독립의 조건 - 김보람
- 이로 인해 그대는 죽지 않을 것이다 - 안건형
- 친밀한 가족 - 윤다희
- 나는 중식이다 - 정중식

### 올어바웃다큐
- 50년간의 논쟁 - 데이빗 테데쉬 외 1명
- 문화의 전당 3D - 카림 아이누즈
- 안녕, 헐리우드 - 헨리 콜라 외 1명
- 반장선거 - 파웰 페르덱
- 20세기의 사랑 - 킴 론지노트
- 펄프: 자비스 코커의 음악인생 - 플로리다 하빅트
- 꿈꾸는 발레리나 - 아네타 포피엘-마츠니카
- 알렉시스를 위한 노래 - 엘비라 린드
- 8월을 기다리며 - 테오도라 미하이
- 우리 팀의 코치가 되어주세요 - 술레이마 엘 칼디
- 내 이름은 리디아 - 엘린 엘레나 슐레켄
- 잊혀진 이름, 앨리스 가이 - 다니엘라 압크
- 더 퀸 - 마누엘 아브라모비치
- 소녀들의 다락방 - 조세피엔 헨드릭스
- 다르덴 형제에게 보낸 편지 - 알리스 파지에

### 마스터즈
- 야간청소부들 - 마크 칼린
- 기억 - 마크 칼린
- 니카라과 시리즈 1: 여정 - 마크 칼린
- 니카라과 시리즈 2: 국가의 탄생 - 마크 칼린
- 니카라과 시리즈 3: 그들만의 시절 - 마크 칼린
- 니카라과 시리즈 4: 변화들 - 마크 칼린
- 유토피아 - 마크 칼린

### 파사쥬
- 안나 - 알베르토 그리피 외 1명
- 로널드 랭의 분열된 자아 - 루크 포울러
- 야만의 땅 - 예르반트 지아니키안 외 1명
- 사랑해, 중국 - 리우 베일린
- 대홍수 - 빌 모리슨
- 삐 소리가 울리면 - 김경만
- 랭킹 스트리트, 1953 - 나엠 모하이에멘
- 화이트 엔젤 - 나엠 모하이에멘
- 압산의 긴 하루 (그 젊은 남자는, 2부) - 나엠 모하이에멘

### 특별전
- 암흑 물질 - 마르티나 파렌티 외 1명
- 사랑의 집회 - 피에르 파올로 파졸리니
- 체칠리아와 함께 여정을 - 체칠리아 만지니 외 1명
- 아프리카의 오레스테스를 위한 노트 - 피에르 파올로 파졸리니
- 신비로운 루카니아 - 루이지 디 지아니
- 미지의 도시 - 체칠리아 만지니
- 마란의 노래 - 체칠리아 만지니

### Hot Docs 특별전
- 체스황제 바비 피셔 - 리즈 가버스
- 서베를린의 드라간 벤데 - 레나 뮐러 외 1명
- 아이슬란드의 성기 박물관 - 조나 베커 외 1명
- 할란 카운티 USA - 바바라 코플
- 자코모의 여름 - 알레산드로 코모딘

### 한센촌프로젝트 제작지원작
- 상록 - 박명순